# Premier League (2020/2021)
Sezon 2020/2021 Premier League – 29. edycja tych rozgrywek od czasu założenia w 1992 roku.
Sezon rozpoczął się 12 września 2020 roku, a zakończył się 23 maja 2021 roku. W rywalizacji wzięło udział 20 zespołów, w tym obrońca tytułu – Liverpool oraz trzy zespoły, które awansowały z Championship w poprzednim sezonie: Leeds United, West Bromwich Albion i Fulham (zwycięzca baraży). Tytuł zdobyło Manchester City.

## Drużyny
| Uczestnicy poprzedniej edycji                                                                                 | Uczestnicy poprzedniej edycji | Uczestnicy poprzedniej edycji | Uczestnicy poprzedniej edycji |
| --- | ----------------------------- | ----------------------------- | ----------------------------- |
| LFC | Liverpool                     | 1                             |                               |
| MNC | Manchester City               | 2                             |                               |
| MNU | Manchester United             | 3                             |                               |
| CHE | Chelsea                       | 4                             |                               |
| LEI | Leicester City                | 5                             |                               |
| TOT | Tottenham Hotspur             | 6                             |                               |
| WOL | Wolverhampton Wanderers       | 7                             |                               |
| ARS | Arsenal                       | 8                             |                               |
| SHU | Sheffield United              | 9                             |                               |
| BUR | Burnley                       | 10                            |                               |
| SOT | Southampton                   | 11                            |                               |
| EVE | Everton                       | 12                            |                               |
| NEW | Newcastle United              | 13                            |                               |
| CRY | Crystal Palace                | 14                            |                               |
| B&H | Brighton & Hove Albion        | 15                            |                               |
| WHU | West Ham United               | 16                            |                               |
| AST | Aston Villa                   | 17                            |                               |
| Awans z EFL Championship                                                                                      |                               |                               |                               |
| LEE | Leeds United                  | 1                             |                               |
| WBA | West Bromwich Albion          | 2                             |                               |
| po barażach                                                                                                   |                               |                               |                               |
| FUL | Fulham                        | 4                             |                               |
| Oznaczenia: - kolumna pierwsza – skróty nazw drużyn, - kolumna trzecia – miejsce zajęte w poprzednim sezonie. |                               |                               |                               |

## Stadiony i lokalizacje
|  | Miasto              | Stadion                    | Klub                    | Pojemność | Zdjęcie |
|  | ------------------- | -------------------------- | ----------------------- | --------- | ------- |
|  | Manchester          | Old Trafford               | Manchester United       | 74 879    |         |
|  | Londyn              | Tottenham Hotspur Stadium  | Tottenham Hotspur       | 62 303    |         |
|  | Londyn              | Emirates Stadium           | Arsenal                 | 60 704    |         |
|  | Londyn              | Olympic Stadium            | West Ham United         | 60 000    |         |
|  | Manchester          | City of Manchester Stadium | Manchester City         | 55 097    |         |
|  | Liverpool           | Anfield                    | Liverpool               | 53 394    |         |
|  | Newcastle upon Tyne | St James’ Park             | Newcastle United        | 52 388    |         |
|  | Birmingham          | Villa Park                 | Aston Villa             | 42 785    |         |
|  | Londyn              | Stamford Bridge            | Chelsea                 | 40 834    |         |
|  | Liverpool           | Goodison Park              | Everton                 | 39 414    |         |
|  | Leeds               | Elland Road                | Leeds United            | 37 890    |         |
|  | Southampton         | St Mary’s Stadium          | Southampton             | 32 505    |         |
|  | Leicester           | King Power Stadium         | Leicester City          | 32 312    |         |
|  | Sheffield           | Bramall Lane               | Sheffield United        | 32 125    |         |
|  | Wolverhampton       | Molineux Stadium           | Wolverhampton Wanderers | 32 050    |         |
|  | Brighton            | Falmer Stadium             | Brighton & Hove Albion  | 30 750    |         |
|  | West Bromwich       | The Hawthorns              | West Bromwich Albion    | 26 850    |         |
|  | Londyn              | Selhurst Park              | Crystal Palace          | 24 486    |         |
|  | Burnley             | Turf Moor                  | Burnley                 | 21 944    |         |
|  | Londyn              | Craven Cottage             | Fulham                  | 19 000    |         |

## Trenerzy, kapitanowie i sponsorzy
| Zespół                  | Trener              | Kapitan                   | Sponsor techniczny | Sponsor strategiczny          |
| ----------------------- | ------------------- | ------------------------- | ------------------ | ----------------------------- |
| Arsenal                 | Mikel Arteta        | Pierre-Emerick Aubameyang | Adidas             | Emirates                      |
| Aston Villa             | Dean Smith          | Jack Grealish             | Kappa              | Cazoo                         |
| Brighton & Hove Albion  | Graham Potter       | Lewis Dunk                | Nike               | American Express              |
| Burnley                 | Sean Dyche          | Ben Mee                   | Umbro              | LoveBet                       |
| Chelsea                 | Thomas Tuchel       | César Azpilicueta         | Nike               | Hyundai                       |
| Crystal Palace          | Roy Hodgson         | Luka Milivojević          | Puma               | W88                           |
| Everton                 | Carlo Ancelotti     | Séamus Coleman            | Hummel             | Cazoo                         |
| Fulham                  | Scott Parker        | Tom Cairney               | Adidas             | Dafabet                       |
| Leeds United            | Marcelo Bielsa      | Liam Cooper               | Adidas             |                               |
| Leicester City          | Brendan Rodgers     | Wes Morgan                | Adidas             | Tourism Authority of Thailand |
| Liverpool               | Jürgen Klopp        | Jordan Henderson          | Nike               | Standard Chartered            |
| Manchester City         | Pep Guardiola       | Fernandinho               | Puma               | Etihad Airways, Nexen Tire    |
| Manchester United       | Ole Gunnar Solskjær | Harry Maguire             | Adidas             | Chevrolet                     |
| Newcastle United        | Steve Bruce         | Jamaal Lascelles          | Puma               | Fun88                         |
| Sheffield United        | Paul Heckingbottom  | Billy Sharp               | Adidas             | Union Standard Group          |
| Southampton             | Ralph Hasenhuttl    | James Ward-Prowse         | Under Armour       | LD Sports                     |
| Tottenham Hotspur       | Ryan Mason          | Hugo Lloris               | Nike               | AIA                           |
| West Bromwich Albion    | Sam Allardyce       | Jake Livermore            | Puma               | Ideal Boilers                 |
| West Ham United         | David Moyes         | Mark Noble                | Umbro              | Betway                        |
| Wolverhampton Wanderers | Nuno Espírito Santo | Conor Coady               | Adidas             | ManBetX                       |

| Oznaczenia: - Jako sponsora technicznego należy rozumieć firmę, która dostarcza danemu klubowi sprzęt niezbędny do gry - Jako sponsora strategicznego należy rozumieć firmę, która reklamuje się na klatce piersiowej koszulki meczowej |

## Zmiany trenerów
| Klub                 | Były trener   | Data odejścia    | Powód                             | Nowy trener                     | Data zatrudnienia |
| -------------------- | ------------- | ---------------- | --------------------------------- | ------------------------------- | ----------------- |
| W trakcie sezonu     |               |                  |                                   |                                 |                   |
| West Bromwich Albion | Slaven Bilić  | 16 grudnia 2020  | Zwolnienie                        | Sam Allardyce                   | 16 grudnia 2020   |
| Chelsea              | Frank Lampard | 25 stycznia 2021 | Zwolnienie                        | Thomas Tuchel                   | 26 stycznia 2021  |
| Sheffield United     | Chris Wilder  | 13 marca 2021    | Zwolnienie za porozumieniem stron | Paul Heckingbottom (tymczasowo) | 13 marca 2021     |
| Tottenham Hotspur    | José Mourinho | 19 kwietnia 2021 | Zwolnienie                        | Ryan Mason (tymczasowo)         | 19 kwietnia 2021  |

## Rozgrywki

### Tabela
| Lp. | Drużyna                  | M  | Z  | R  | P  | Bramki | Bramki | Różn. | Pkt | Uwagi                                         |
| --- | ------------------------ | -- | -- | -- | -- | ------ | ------ | ----- | --- | --------------------------------------------- |
| 1   | Manchester City (M)      | 38 | 27 | 5  | 6  | 83     | 32     | +51   | 86  | Liga Mistrzów UEFA • Faza grupowa             |
| 2   | Manchester United        | 38 | 21 | 11 | 6  | 73     | 44     | +29   | 74  | Liga Mistrzów UEFA • Faza grupowa             |
| 3   | Liverpool                | 38 | 20 | 9  | 9  | 68     | 42     | +26   | 69  | Liga Mistrzów UEFA • Faza grupowa             |
| 4   | Chelsea                  | 38 | 19 | 10 | 9  | 58     | 36     | +22   | 67  | Liga Mistrzów UEFA • Faza grupowa             |
| 5   | Leicester City           | 38 | 20 | 6  | 12 | 68     | 50     | +18   | 66  | Liga Europy UEFA • Faza grupowa               |
| 6   | West Ham United          | 38 | 19 | 8  | 11 | 62     | 47     | +15   | 65  | Liga Europy UEFA • Faza grupowa               |
| 7   | Tottenham Hotspur        | 38 | 18 | 8  | 12 | 68     | 45     | +23   | 62  | Liga Konferencji Europy UEFA • Runda play-off |
| 8   | Arsenal                  | 38 | 18 | 7  | 13 | 55     | 39     | +16   | 61  |                                               |
| 9   | Leeds United             | 38 | 18 | 5  | 15 | 62     | 54     | +8    | 59  |                                               |
| 10  | Everton                  | 38 | 17 | 8  | 13 | 47     | 48     | −1    | 59  |                                               |
| 11  | Aston Villa              | 38 | 16 | 7  | 15 | 55     | 46     | +9    | 55  |                                               |
| 12  | Newcastle United         | 38 | 12 | 9  | 17 | 46     | 62     | −16   | 45  |                                               |
| 13  | Wolverhampton Wanderers  | 38 | 12 | 9  | 17 | 36     | 52     | −16   | 45  |                                               |
| 14  | Crystal Palace           | 38 | 12 | 8  | 18 | 41     | 66     | −25   | 44  |                                               |
| 15  | Southampton              | 38 | 12 | 7  | 19 | 47     | 68     | −21   | 43  |                                               |
| 16  | Brighton & Hove Albion   | 38 | 9  | 14 | 15 | 40     | 46     | −6    | 41  |                                               |
| 17  | Burnley                  | 38 | 10 | 9  | 19 | 33     | 55     | −22   | 39  |                                               |
| 18  | Fulham (S)               | 38 | 5  | 13 | 20 | 27     | 53     | −26   | 28  | Spadek do EFL Championship                    |
| 19  | West Bromwich Albion (S) | 38 | 5  | 11 | 22 | 35     | 76     | −41   | 26  | Spadek do EFL Championship                    |
| 20  | Sheffield United (S)     | 38 | 7  | 2  | 29 | 20     | 63     | −43   | 23  | Spadek do EFL Championship                    |

### Wyniki
| Gospodarz \ Gość        | ARS | AST | B&H | BUR | CHE | CRY | EVE | FUL | LEE | LEI | LFC | MNC | MNU | NEW | SHU | SOT | TOT | WBA | WHU | WOL |
| Arsenal                 |     | 0:3 | 2:0 | 0:1 | 3:1 | 0:0 | 0:1 | 1:1 | 4:2 | 0:1 | 0:3 | 0:1 | 0:0 | 3:0 | 2:1 | 1:1 | 2:1 | 3:1 | 2:1 | 1:2 |
| Aston Villa             | 1:0 |     | 1:2 | 0:0 | 2:1 | 3:0 | 0:0 | 3:1 | 0:3 | 1:2 | 7:2 | 1:2 | 1:3 | 2:0 | 1:0 | 3:4 | 0:2 | 2:2 | 1:3 | 0:0 |
| Brighton & Hove Albion  | 0:1 | 0:0 |     | 0:0 | 1:3 | 1:2 | 0:0 | 0:0 | 2:0 | 1:2 | 1:1 | 3:2 | 2:3 | 3:0 | 1:1 | 1:2 | 1:0 | 1:1 | 1:1 | 3:3 |
| Burnley                 | 1:1 | 3:2 | 1:1 |     | 0:3 | 1:0 | 1:1 | 1:1 | 0:4 | 1:1 | 0:3 | 0:2 | 0:1 | 1:2 | 1:0 | 0:1 | 0:1 | 0:0 | 1:2 | 2:1 |
| Chelsea                 | 0:1 | 1:1 | 0:0 | 2:0 |     | 4:0 | 2:0 | 2:0 | 3:1 | 2:1 | 0:2 | 1:3 | 0:0 | 2:0 | 4:1 | 3:3 | 0:0 | 2:5 | 3:0 | 0:0 |
| Crystal Palace          | 1:3 | 3:2 | 1:1 | 0:3 | 1:4 |     | 1:2 | 0:0 | 4:1 | 1:1 | 0:7 | 0:2 | 0:0 | 0:2 | 2:0 | 1:0 | 1:1 | 1:0 | 2:3 | 1:0 |
| Everton                 | 2:1 | 1:2 | 4:2 | 1:2 | 1:0 | 1:1 |     | 0:2 | 0:1 | 1:1 | 2:2 | 1:3 | 1:3 | 0:2 | 0:1 | 1:0 | 2:2 | 5:2 | 0:1 | 1:0 |
| Fulham                  | 0:3 | 0:3 | 0:0 | 0:2 | 0:1 | 1:2 | 2:3 |     | 1:2 | 0:2 | 1:1 | 0:3 | 1:2 | 0:2 | 1:0 | 0:0 | 0:1 | 2:0 | 0:0 | 0:1 |
| Leeds United            | 0:0 | 0:1 | 0:1 | 1:0 | 0:0 | 2:0 | 1:2 | 4:3 |     | 1:4 | 1:1 | 1:1 | 0:0 | 5:2 | 2:1 | 3:0 | 3:1 | 3:1 | 1:2 | 0:1 |
| Leicester City          | 1:3 | 0:1 | 3:0 | 4:2 | 2:0 | 2:1 | 0:2 | 1:2 | 1:3 |     | 3:1 | 0:2 | 2:2 | 2:4 | 5:0 | 2:0 | 2:4 | 3:0 | 0:3 | 1:0 |
| Liverpool               | 3:1 | 2:1 | 0:1 | 0:1 | 0:1 | 2:0 | 0:2 | 0:1 | 4:3 | 3:0 |     | 1:4 | 0:0 | 1:1 | 2:1 | 2:0 | 2:1 | 1:1 | 2:1 | 4:0 |
| Manchester City         | 1:0 | 2:0 | 1:0 | 5:0 | 1:2 | 4:0 | 5:0 | 2:0 | 1:2 | 2:5 | 1:1 |     | 0:2 | 2:0 | 1:0 | 5:2 | 3:0 | 1:1 | 2:1 | 4:1 |
| Manchester United       | 0:1 | 2:1 | 2:1 | 3:1 | 0:0 | 1:3 | 3:3 | 1:1 | 6:2 | 1:2 | 2:4 | 0:0 |     | 3:1 | 1:2 | 9:0 | 1:6 | 1:0 | 1:0 | 1:0 |
| Newcastle United        | 0:2 | 1:1 | 0:3 | 3:1 | 0:2 | 1:2 | 2:1 | 1:1 | 1:2 | 1:2 | 0:0 | 3:4 | 1:4 |     | 1:0 | 3:2 | 2:2 | 2:1 | 3:2 | 1:1 |
| Sheffield United        | 0:3 | 1:0 | 1:0 | 1:0 | 1:2 | 0:2 | 0:1 | 1:1 | 0:1 | 1:2 | 0:2 | 0:1 | 2:3 | 1:0 |     | 0:2 | 1:3 | 2:1 | 0:1 | 0:2 |
| Southampton             | 1:3 | 0:1 | 1:2 | 3:2 | 1:1 | 3:1 | 2:0 | 3:1 | 0:2 | 1:1 | 1:0 | 0:1 | 2:3 | 2:0 | 3:0 |     | 2:5 | 2:0 | 0:0 | 1:2 |
| Tottenham Hotspur       | 2:0 | 1:2 | 2:1 | 4:0 | 0:1 | 4:1 | 0:1 | 1:1 | 3:0 | 0:2 | 1:3 | 2:0 | 1:3 | 1:1 | 4:0 | 2:1 |     | 2:0 | 3:3 | 2:0 |
| West Bromwich Albion    | 0:4 | 0:3 | 1:0 | 0:0 | 3:3 | 1:5 | 0:1 | 2:2 | 0:5 | 0:3 | 1:2 | 0:5 | 1:1 | 0:0 | 1:0 | 3:0 | 0:1 |     | 1:3 | 1:1 |
| West Ham United         | 3:3 | 2:1 | 2:2 | 1:0 | 0:1 | 1:1 | 0:1 | 1:0 | 2:0 | 3:2 | 1:3 | 1:1 | 1:3 | 0:2 | 3:0 | 3:0 | 2:1 | 2:1 |     | 4:0 |
| Wolverhampton Wanderers | 2:1 | 0:1 | 2:1 | 0:4 | 2:1 | 2:0 | 1:2 | 1:0 | 1:0 | 0:0 | 0:1 | 1:3 | 1:2 | 1:1 | 1:0 | 1:1 | 1:1 | 2:3 | 2:3 |     |

Aktualne na 18 maja 2021. Źródło: Barclays Premier League football scores & results
Objaśnienia:
1Drużyna gospodarzy jest wymieniona po lewej stronie tabeli.
Kolory: zielony – zwycięstwo gospodarzy, żółty – remis, różowy – zwycięstwo gości.

## Statystyki

### Najlepsi strzelcy
| Bramki | Strzelcy              | Drużyna           |
| ------ | --------------------- | ----------------- |
| 23     | Harry Kane            | Tottenham Hotspur |
| 22     | Mohamed Salah         | Liverpool         |
| 18     | Bruno Fernandes       | Manchester United |
| 17     | Son Heung-Min         | Tottenham Hotspur |
| 17     | Patrick Bamford       | Leeds United      |
| 16     | Dominic Calvert-Lewin | Everton           |
| 15     | Jamie Vardy           | Leicester City    |
| 14     | Ollie Watkins         | Aston Villa       |
| 13     | İlkay Gündoğan        | Manchester City   |
| 13     | Alexandre Lacazette   | Arsenal           |

Stan na 23 maja 2021, Źródło: Strona Barclays Premier League.

### Najlepsi asystenci
| Asysty | Zawodnik        | Drużyna           |
| ------ | --------------- | ----------------- |
| 14     | Harry Kane      | Tottenham Hotspur |
| 12     | Bruno Fernandes | Manchester United |
| 12     | Kevin De Bruyne | Manchester City   |
| 10     | Jack Grealish   | Aston Villa       |
| 10     | Son Heung-Min   | Tottenham Hotspur |
| 9      | Raphinha        | Leeds United      |
| 9      | Jamie Vardy     | Leicester City    |
| 9      | Marcus Rashford | Manchester United |

Stan na 23 maja 2021, Źródło: Strona Premier League.

### Hattricki
| Lp. | Zawodnik                  | Dla               | Przeciwnik              | Wynik | Kolejka | Data                 |
| --- | ------------------------- | ----------------- | ----------------------- | ----- | ------- | -------------------- |
| 1.  | Mohamed Salah             | Liverpool         | Leeds United            | 4:3   | 1.      | 12 września 2020     |
| 2.  | Dominic Calvert-Lewin     | Everton           | West Bromwich Albion    | 5:3   | 2.      | 19 września 2020     |
| 3.  | Son Heung-Min4            | Tottenham Hotspur | Southampton             | 2:5   | 2.      | 20 września 2020     |
| 4.  | Jamie Vardy               | Leicester City    | Manchester City         | 2:5   | 2.      | 27 września 2020     |
| 5.  | Ollie Watkins             | Aston Villa       | Liverpool               | 7:2   | 2.      | 4 października 2020  |
| 6.  | Patrick Bamford           | Leeds United      | Aston Villa             | 0:3   | 7.      | 23 października 2020 |
| 7.  | Riyad Mahrez              | Manchester City   | Burnley                 | 5:0   | 10.     | 28 listopada 2020    |
| 8.  | Pierre-Emerick Aubameyang | Arsenal           | Leeds United            | 4:2   | 24.     | 14 lutego 2021       |
| 9.  | Kelechi Iheanacho         | Leicester City    | Sheffield United        | 5:0   | 29.     | 14 marca 2021        |
| 10. | Chris Wood                | Burnley           | Wolverhampton Wanderers | 0:4   | 33.     | 25 kwietnia 2021     |
| 11. | Gareth Bale               | Tottenham Hotspur | Sheffield United        | 4:0   | 34.     | 2 maja 2021          |
| 12. | Ferran Torres             | Manchester City   | Newcastle United        | 3:4   | 36.     | 14 maja 2021         |

4 Zawodnik zdobył 4 bramki

### Czyste konta
| Pozycja | Zawodnik          | Klub                           | Czyste konta |
| ------- | ----------------- | ------------------------------ | ------------ |
| 1.      | Ederson           | Manchester City                | 19           |
| 2.      | Édouard Mendy     | Chelsea                        | 16           |
| 3.      | Emiliano Martínez | Aston Villa                    | 15           |
| 4.      | Hugo Lloris       | Tottenham Hotspur              | 12           |
| 4.      | Bernd Leno        | Arsenal                        | 12           |
| 4.      | Illan Meslier     | Leeds United                   | 12           |
| 6.      | Kasper Schmeichel | Leicester City                 | 11           |
| 6.      | Nick Pope         | Burnley                        | 11           |
| 9.      | Rui Patricio      | Wolverhampton Wanderers        | 10           |
| 9.      | Robert Sánchez    | Brighton & Hove Albion         | 10           |
| 9.      | Łukasz Fabiański  | West Ham United                | 10           |
| 9.      | Alisson Becker    | Liverpool                      | 10           |
| 9.      | Jordan Pickford   | Everton                        | 10           |
| 9.      | Alphonse Areola   | Fulham                         | 10           |
| 15.     | David de Gea      | Manchester United              | 9            |
| 16.     | Vicente Guaita    | Crystal Palace                 | 8            |
| 17.     | Alex McCarthy     | Southampton                    | 7            |
| 18.     | Sam Johnstone     | West Bromwich Albion           | 6            |
| 20.     | Karl Darlow       | Newcastle United               | 5            |
| 21.     | Aaron Ramsdale    | Sheffield United               | 4            |
| 21.     | Dean Henderson    | Manchester United              | 4            |
| 23.     | Mathew Ryan       | Brighton & Hove Albion/Arsenal | 3            |
| 23.     | Martin Dúbravka   | Newcastle United               | 3            |
| 25.     | Fraser Forster    | Southampton                    | 2            |
| 25.     | Robin Olsen       | Everton                        | 2            |
| 25.     | Kepa Arrizabalaga | Chelsea                        | 2            |
| 28.     | Caoimhin Kelleher | Liverpool                      | 1            |
| 28.     | Darren Randolph   | West Ham United                | 1            |
| 28.     | Adrián            | Liverpool                      | 1            |
| 28.     | Kiko Casilla      | Leeds United                   | 1            |

Źródło: Strona Premier League

### Kary

#### Zawodnicy
- Najwięcej żółtych kartek: 12[20]
  - John McGinn (Aston Villa)

- Najwięcej czerwonych kartek: 2[21]
  - Lewis Dunk (Brighton & Hove Albion)

#### Kluby
- Najwięcej żółtych kartek: 73[22]
  - Sheffield United

- Najwięcej czerwonych kartek: 6[22]
  - Brighton & Hove Albion